# 斉藤康己
斉藤 康己（さいとう やすき、1953年8月20日 - ）は日本の工学者。
京都大学名誉教授。元京都大学情報環境機構IT企画室教授
理化学研究所情報統合本部ガーディアンロボットプロジェクト高度研究支援専門職・技師。元NTTコミュニケーションズ株式会社第二法人営業本部エンジニアリング部長、

## 経歴
1979年東京大学大学院工学系研究科修士課程修了（情報工学専攻、工学修士）後、日本電信電話公社（当時）武蔵野電気通信研究所基礎研究所に入所し、計算機科学、人工知能、認知科学等の研究に従事した。
英国エセックス大学大学院計算機科学研究科修士課程修了 Master of Computer Science with distinction,東京大学博士(工学)
1987年文書整形システムTeXを日本語化しjTeXとして公開。その功績により、第1回ASTEMソフトウェア文化賞を受賞した。2013年から京都大学教授、2024年から京都情報大学院大学教授。

## 業績
- 日本で初めてグローバルIPアドレスを取得(JPNIC Newsletter, No.62, pp.18)[8]
- 日本語TeX,jTeXの開発(コンピュータ・ソフトウェアVol.5, No.4, pp.52-65)[9]
- NTTコミュニケーションズにおけるIPv6商用サービスの提供開始(2002年)[10]

## 著書
- 竹内郁雄編「AI 奇想曲:『知』の次世代アーキテクチャ」第4章中の『電子図書館から情報市場へ』,NTT出版,pp.271–285,1992年 ISBN 4871881539
- 斉藤康己「アルファ碁はなぜ人間に勝てたのか」,KKベストセラーズ,ベスト新書530,2016年 ISBN 9784584125304

## 論文
- 「拡張可能な画面エディタEMACS(解説)」,情報処理学会,情報処理Vol.25, No.8, pp.777–789, 1984年8月 CRID1050845762807745920
- "A Comparative Study of Man--Machine Interfaces in Interactive Systems",共著,ACM SIGCHI Bulletin,1984年[11]
- 「日本語TeX:jTeX(ソフトウェア評論)」,日本ソフトウェア科学会,コンピュータ・ソフトウェアVol.5, No.4, pp.352–365, 1988年10月 CRID1390564238039006848
- 「社会分散認知と人間の認知--それらはどのように違うのか？(論説)」,日本認知科学会,認知科学の発展Vol.7, pp.81–88, 1994年3月 CRID1390577133287424512
- 「コンピュータ囲碁研究(解説)」,人工知能学会,人工知能Vol.10, No.6, pp.860-869, 1995年11月 CRID1390285697602082944
- 「囲碁の認知科学的研究」,東京大学博士論文(工学),1996年 CRID1110845735124892800
- "A Protocol Study of Problem Solving in the Game of Go(Poster)", 18th Annual Meeting of the Cognitive Science Society(San Diego), 1996[12]
- 「インターネットの新しい世界:IPv6」,電気設備学会誌24(8), pp.610-615, 2004年8月 CRID1520290884380123520
- 「認知科学の新しい方法論を目指して:認知科学よビッグサイエンスになれ」,日本認知科学会,認知科学Vol.28, No.3, 2021, pp.398-409, 2021年9月 CRID1390289387102698112

## 商業誌等の記事
- 「座談会 リチャード・ストールマン氏を囲んで-True Hackerの独白」,共立出版,bit:コンピュータサイエンス誌vol.19, no.9, 1987年8月 国立国会図書館永続的識別子info:ndljp/pid/3299534
- 「日本語文書清書システム:jTeX」,岩波書店,科学Vol.58, No.9, pp.565-569, 1988年9月 CRID1522825129760308352
- 「シンボル・グラウンディング問題」,大修館書店,月刊言語8月号Vol.23, No.8, pp.58-65, 1994年7月[13]
- 「情報ただ論」,共立出版,bit:コンピュータサイエンス誌Vol.26, No.10, pp.8-12, 1994年10月 国立国会図書館永続的識別子info:ndljp/pid/3299650
- 「インターネットは電子図書館か？」,明治書院,日本語学Vol.15, No.12, 1996年11月 CRID1522262180854665088
- 「インターネット 歴史の一幕『日本で初めてのIPアドレス割り当て』」,日本ネットワークインフォメーションセンター,JPNIC Newsletter, No.62, pp.18, 2016年3月[14]

## 翻訳
- Douglas Hofstadter「メタマジック・ゲーム:科学と芸術のジグソーパズル」,共訳,白揚社,1990年10月 CRID1130282272999406976 ISBN 4826901267
- Ted Nelson「リテラリー・マシン」,共訳,ASCII出版,ハイパーテキスト原論,1994年8月 CRID1573950398812475392

## 受賞
- 英検1級 個人成績優秀者表彰米国大使賞(公益財団法人日本英語検定協会),1979年3月
- 第1回ASTEMソフトウェア文化賞,日本語文書清書プログラムjTeXの開発に対して(京都高度技術研究所ASTEM)1994年11月[2]
- 第1回CGF賞(Computer Go Forum賞)囲碁プログラムの発展に寄与した人にコンピュータ碁フォーラムから贈られる賞,1998年4月[15]